# Palos Colorados
Palos Colorados är en ort i Mexiko.   Den ligger i kommunen Jerécuaro och delstaten Guanajuato, i den centrala delen av landet, 170 km nordväst om huvudstaden Mexico City. Palos Colorados ligger 2 417 meter över havet och antalet invånare är 153.
Terrängen runt Palos Colorados är huvudsakligen kuperad, men norrut är den platt. Runt Palos Colorados är det ganska glesbefolkat, med 47 invånare per kvadratkilometer. Närmaste större samhälle är Jerécuaro, 18,2 km sydväst om Palos Colorados. I omgivningarna runt Palos Colorados växer huvudsakligen savannskog.